# Alleenstaande
Een alleenstaande of alleengaande is iemand die geen partner heeft, alleen woont en in het eigen dagelijks onderhoud voorziet. Dit kan iemand zijn die vrijgezel/vrijgezellin is (niet gehuwd), maar ook iemand die eerder gehuwd was maar nu weduwe/weduwnaar of gescheiden is. Het begrip single wordt vooral gebruikt voor iemand die geen partner heeft, onafhankelijk van de leefsituatie.
Volgens het Centraal Bureau voor de Statistiek (CBS) is een alleenstaande iemand die alléén zichzelf particulier, dat wil zeggen niet-bedrijfsmatig, voorziet van huisvesting en in dagelijkse levensbehoeften. Een alleenstaande voert geen gezamenlijke huishouding maar vormt een eenpersoonshuishouden. Alleenstaanden hoeven niet per se ongehuwd te zijn; zo kunnen gehuwden na het stuklopen van hun relatie alleen wonen, al of niet in afwachting van een scheiding.
Iemand zonder partner maar met een of meer kinderen in huis wordt door het CBS ouder in eenouderhuishouden genoemd, maar wordt ook wel alleenstaande ouder genoemd, waarbij het begrip alleenstaand dus ruimer is.
Bij eenpersoonshuishouden of alleenwonenden kan er wel sprake zijn van een relatie. In 2010 had een kwart van de alleenwonenden een relatie. Met name alleenwonende jongeren hebben vaak wel een relatie; van de vrouwen en mannen tussen de 18 en 24 jaar had in 2010 tussen de 40 en 50% een vaste relatie.
In Vlaanderen worden de begrippen "alleenstaand" en "single" door de media in een andere betekenis gebruikt. Alleenstaanden zijn allen die ongehuwd zijn en bovendien niet met een partner samenwonen. Of ze vrijgezel of gescheiden zijn is niet belangrijk. Een niet gehuwd persoon die samenwoont met een familielid is ook een alleenstaande.

## Groei in aantal alleenstaanden
Volgens de cijfers van het CBS was er in 2017 een percentage van 22% van de meerderjarige bevolking, ofwel bijna 3 miljoen inwoners, alleenstaand. Wanneer de lijn in deze voortgang zich voortzet, zullen volgens het CBS er in 2047 3,6 miljoen alleenstaanden zijn op een meerderjarige bevolking van bijna 15 miljoen; dat wil zeggen dat bijna één op de vier volwassen inwoners dan dus alleenstaand zal zijn. 

Mogelijke redenen voor de groei van het aantal alleenstaanden zijn:
- psychologisch: een maatschappij meer gericht op keuzevrijheid. Vroeger werd minder een beroep op de sociale vaardigheden gedaan, dan tegenwoordig het geval is. Ook de emancipatie-revolutie van vrouwen heeft een belangrijke rol gespeeld.
- economisch: een relatie is economisch gezien niet meer noodzakelijk (in vergelijking tot 30-40 jaar geleden); hier spelen ook prioriteit voor opleiding en werk een rol
- sociologisch: grotere variatie in relatievormen in de maatschappij waar het ontbreken van een relatie ook in past; toenemende groei in het aantal oudere alleenstaanden boven de 70 jaar ten gevolge van het langer zelfstandig blijven wonen, en door het wegvallen van een partner.

## Organisaties
- Allegro is een Vlaamse koepelorganisatie voor alleenstaanden, vrijgezellen, gescheiden personen, weduwen en weduwnaars.
- Het Kenniscentrum Alleenstaanden (CISA) in Nederland verricht onderzoek naar de sociaal-economische, juridische en maatschappelijke positie van alleenstaanden. In samenwerking met de juridische faculteit van de Universiteit van Tilburg wordt een wetenschappelijke basis gelegd voor de modernisering van de rechtspositie van alleenstaanden. CISA beoordeelt wet- en regelgeving op negatieve effecten voor alleenstaanden. Via contacten met politici wordt invloed uitgeoefend om het overheidsbeleid op dit punt aan te passen.

## Wetenswaardigheden
- Het woord "vrijgezel" is waarschijnlijk afgeleid van vrije gezel. Gezel had in het Middelnederlands de betekenis makker of kameraad. Men vindt het woord gezel ook nog terug in de woorden gezellig en metgezel.[4]
- In sommige gemeenschappen in België en Nederland wordt een vrijgezel die zijn dertigste verjaardag viert al honderden jaren een "os" genoemd. In de tweede helft van de twintigste eeuw ontstond het gebruik rond de verjaardag een levensgrote nagemaakte os bij zo'n vrijgezel voor de deur te zetten. De dertigjarige wordt dan geacht een feest te geven.
- Een vrijgezellenfeest is een feest waarbij vrienden de avond vóór de huwelijksdag nog eenmaal het vrijgezel-zijn van de bruid of bruidegom samen vieren, in afwezigheid van de beoogde huwelijkspartner.